# La cifra (poesía)
La cifra es un libro de poesía del escritor argentino Jorge Luis Borges. Fue publicado por primera vez por Emecé, en Argentina, y en forma simultánea en España por Alianza Editorial, en el año 1981. El libro reúne cuarenta y seis poemas escritos entre 1978 y 1981.
Los poemas tratan del amor ("Nostalgia del presente"), de la salvación ("Los justos"), de un cuchillero ("Milonga de Juan Muraña"), de su ciudad o una de sus ciudades ("Buenos Aires"), de sí mismo ("La fama"), de la salvación del mundo ("Los justos"), el tiempo ("La cifra", poema que da título al libro).
Como es habitual en sus libros, menciona a escritores del selecto grupo integrado al universo borgeano: Milton, Virgilio, William Blake, Coleridge, Lewis Carroll, entre otros. El libro incluye diecisiete haikus.